# Züri West

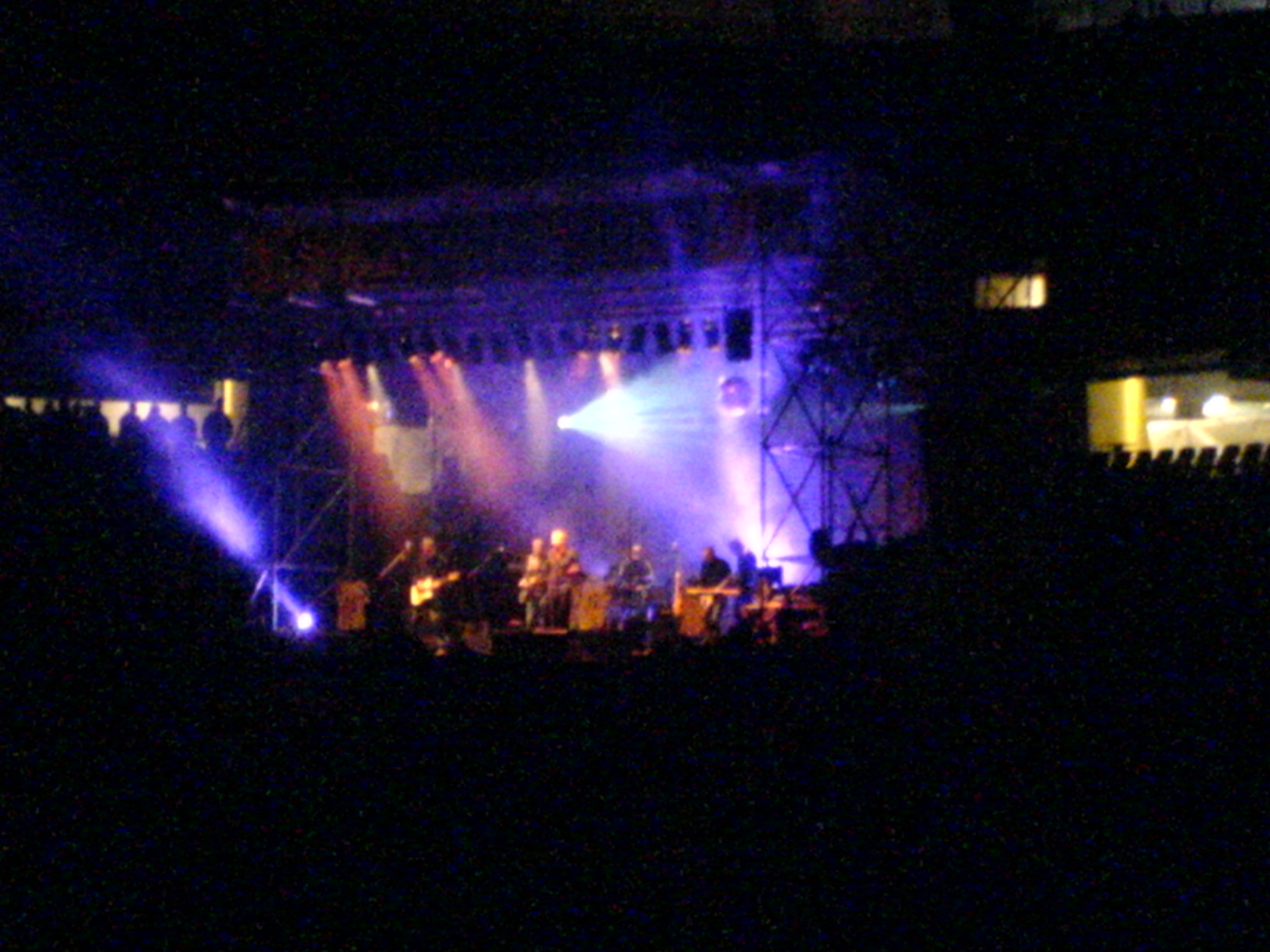
Züri West Stade de Suisse, 14. maart 2008

Züri West is een Zwitserse poprockband gevormd door Kuno Lauener (zang), Markus Fehlmann (gitaar), Tom Etter (gitaar), Jürg Schmidhauser (basgitaar), Gert Stäuble (slagwerk) en Oli Kuster (toetsen). De nummers worden voornamelijk in het Bernduits gezongen.

## Bandgeschiedenis
De band wordt in 1984 opgericht door Lauener, Fehlman, Sam Mumenthaler en Peter Schmid. Bij hun eerste optreden heten zij nog Sweet Home Pyjamas, een paar weken later noemen zij zich Gianni Pannini en uiteindelijk leggen ze hun bandnaam vast als Züri West, de naam waaronder Fehlman en Lauener samen met de nieuwe bandleden nog steeds bekend zijn. In 1985 brengt Züri West haar eerste single uit (Splendid). 

Met nummers als Flachgleit en Hansdampf levert Züri West daarna de soundtrack bij de jeugdopstanden rond het Zaffaraya-terrein (tent- en wagenpark vlak bij Bern, bewoond door jongeren) en de kultuurpolitieke strijd voor het kultuurcenrum Reithalle in Bern. 

In 1987 verschijnt hun eerste album: Sport & Musik.
Al met het tweede album, Bümpliz-Casablanca (1989) lukt het de band de nummer 1-positie te bereiken in de Zwitserse hitparade. Het album Elvis (1990) wordt bekroond met een gouden plaat na verkoop van 25.000 exemplaren. Op dit album staat onder andere het nummer Lue z’ersch, wohär dass dr Wind wääit, een cover van Lou Reeds klassieker Walk On The Wild Side. 

Züri West brengt Arturo Bandini (1991) uit onder het eigen platenlabel Weltrekords.
Met het livealbum Wintertour kijkt de band terug op haar ontwikkeling van politiek geëngageerd gelegenheidsbandje naar nationaal popsucces.

Gert Stäuble volgt in de daaropvolgende pauze toenmalig slagwerker Martin S. Silfverberg (nu bij Stiller Has) op. Het nummer I schänke dr mis Härz van het studioalbum Züri West (1994) wordt de tot nog toe grootste hit van de band. 

Met het in de Verenigde Staten geproduceerde album Hoover Jam (1996) probeert Züri West zich los te maken van het hitbandimago. Na nog een pauze verschijnt het album Super 8 (1999). 

Na een paar wisselingen komen gitarist Tom Etter, bassist Jürg Schmidhauser en toetsenist Oli Kuster bij Züri West. Met de titelsong van het album Radio zum Glück (2001) bekritiseert de band de muziekprogrammering van radio DRS 3 (Zwitserse popradiozender).

Met het compilatiealbum Retour viert Züri West in 2004 haar twintigjarige bestaan en in juni dat jaar verschijnt het commercieel zeer succesvolle studioalbum Aloha from Züri.
Begin 2008 wordt Haubi Songs uitgebracht dat ook weer de top van de verkooplijsten in Zwitserland bereikt.

In 2010 verschijnt HomeRekords, een CD met B-kanten en demo-opnamen van bekende songs.

Nadat in januari 2012 de single Göteborg was verschenen kwam op 23 maart 2012 het album Göteborg uit. Het stond een week later al op de eerste plaats van de Zwitserse hitparade.

## Bandleden
Huidige bezetting:
- Kuno Lauener (zang, tekst)
- Markus Fehlmann (gitaar)
- Tom Etter (gitaar)
- Jürg Schmidhauser (basgitaar)
- Gert Stäuble (slagwerk)
- Oli Kuster (toetsen)

Ex-bandleden:
- Sam Mumenthaler (slagwerk)
- Peter Schmid (basgitaar)
- Martin S. Silfverberg (slagwerk)
- Peter von Siebenthal (gitaar)
- Martin Gerber (basgitaar)

## Discografie
Cd-albums:
- Sport & Musik (1987)
- Bümpliz-Casablanca (1989)
- Elvis (1990)
- Arturo Bandini (1991)
- Wintertour (live, 1992)
- Züri West (1994)
- Hoover Jam (1996)
- Super 8 (1999)
- Radio zum Glück (2001)
- Retour (compilatiealbum, 2003)
- Aloha from Züri West (2004)
- Haubi Songs (2008)
- HomeRekords (2010)
- Göteborg (2012)

Singles:
- I schänke dr mis Härz (1994)
- I schänke dr mis Härz – remix (1994)
- Sofa/Rimini (1996)
- Mojito/Echo (1999)
- Fingt ds Glück eim (2004)
- Römer/Pünkli (2004)
- Fische versänke (2007)
- Johnny & Mary (2008)
- Göteborg (2012)

Maxi-singles:
- Splendid (1985)
- Kirchberg (1986)

## Videografie
- Annina Furrer & Regula Begert: Züri West – am Blues vorus..., Roadmovie 35 mm, 92 min., 2002